# Gruzie na Letních olympijských hrách 1996
Gruzie se účastnila Letní olympiády 1996. Zastupovalo ji 36 sportovců (27 mužů a 9 žen) v 12 sportech.

## Medailisté
| Medaile | Jméno                | Sport | Soutěž                    |
| ------- | -------------------- | ----- | ------------------------- |
| Bronz   | Eldar Kurtanydze     | Zápas | Muži volná styl do 90 kg  |
| Bronz   | Ijoseb Lipartelijani | Judo  | muži polostřední do 81 kg |